# كلية العلوم الطبية التطبيقية (جامعة الملك عبد العزيز)
أنشأت كلية العلوم الطبية التطبيقية بجامعة الملك عبد العزيز في شهر شعبان من عام 1424هـ بالتوجيه السامي الكريم من مقام خادم الحرمين الشريفين بتحويل برامج العلوم الطبية المساعدة بكلية الطب والعلوم الطبية إلى كلية مستقلة لتكون إحدى الكليات الصحية الأربعة بالمركز الطبي بجامعة الملك عبد العزيز بجدة، وقد تم إنشاؤها بهدف الوفاء بحاجة المجتمع من الكوادر الصحية المؤهلة في شتى المجالات العلاجية والوقائية والتأهيلية لتواكب في تأهيلها مستوى الخدمة الصحية المطورة وترقى إلى مستوى التقدم العلمي والتقني في المجالات الصحية عامة.

## رؤية ورسالة الكلية
الرؤية هي الريادة في تقديم البرامج التعليمية والبحثية ذات الجودة العالية في مجالات العلوم الطبية التطبيقية المختلفة.
الرسالة هي تلبية احتياجات المجتمع في مجالات العلوم الطبية التطبيقية من خلال تقديم برامج تعليمية وتدريبية ذات قدرة تنافسية فائقة واجراء الابحاث ذات الجودة العالية.

## أهداف الكلية
- الارتقاء بمستوى السلوك الصحي الوقائي في المجتمع.
- مراقبة سوق العمل وتتبع احتياجاته وتوجيه الخريجين لسد الاحتياجات المتعلقة بالعلوم الطبية التطبيقية.
- الاهتمام بالبحث العلمي ورفع مستوى الأبحاث المقدمة من الطلاب مع مواكبة أهم التطورات والتقنيات الحديثة حول العالم في مجال العلوم الطبية التطبيقية.

## أقسام الكلية
- قسم تقنية المختبرات الطبية
- قسم العلاج الطبيعي
- قسم التغذية الإكلينيكية
- قسم الأشعة التشخيصية
- قسم التمريض

## وحدات الكلية
يتبع للكلية وحدتين هما :
- وحدة الشؤون الاكلينيكية.
- وحدة الخدمات التعليمية.

## لجان الكلية
يوجد في كلية العلوم الصحية التطبيقية العديد من اللجان أهمها:
- لجنة المناهج العامة.
- لجنة منح الألقاب الفخرية الأكاديمية.
- لجنة اعداد كتب الكلية.
- لجنة النشاط الطلابي.
- لجنة الطلاب والطالبات الاستشارية.
- لجنة المعامل والمختبرات.

## نظام الدراسة
تتبع كلية العلوم الطبية التطبيقية في نظامها الدراسي النظام السنوي بشكل عام وباللغة الإنجليزية، ويكون التقديم للقبول في بداية العام الدراسي فقط، ويتم تغطية المقرر الدراسي متضمناً الامتحانات خلال أربعة وثلاثين أسبوعاً، ويتلقى طلاب وطالبات الكلية بجميع تخصصاتهم دروسهم النظرية والعلمية باستخدام وسائل مختلفة منها المحاضرات النظرية وحلقات النقاش والدروس العملية والدورات اللأكلينيكية المكثفة في المستشفى الجامعي لكافة التخصصات (تقنية المختبرات الطبية، التمريض، الأشعة، العلاج الطبيعي، التغذية الأكلينيكية).

## الموقع الرسمي
موقع كلية العلوم الصحية التطبيقية بجامعة الملك عبد العزيز 